# Les Aventurières
Production
Diffusion
Les Aventurières est une série télévisée française créée par Milan Mauger et Florent Meyer et réalisée par Léa Fazer.
Ce polar sur fond de trafic d'art est une coproduction de Thalie Images et France Télévisions pour France 2,,,.

## Distribution
- Fanny Cottençon :
- Charlie Bruneau :
- Lionnel Astier :
- Thibault de Montalembert :
- Bruno Sanches :
- Farid Bentoumi :
- Charlie Loiselier :
- Thomas Mustin :
- Jérôme Le Banner :
- Élodie Frenck :

## Production

### Genèse et développement
La série est créée par Milan Mauger et Florent Meyer, écrite avec l'aide de Mathilde Henzelin, et réalisée par Léa Fazer,,,.
La production est assurée par Stéphane Moatti pour Thalie Images.

### Tournage
Le tournage de la série a lieu du 22 janvier au 17 avril 2025 à Paris et en région Île-de-France,,.

### Fiche technique
Sauf indication contraire, les informations mentionnées dans cette section peuvent être confirmées par la base de données cinématographiques Allociné,  présente dans la section « Liens externes ».
- Titre français : Les Aventurières
- Genre : Policier[3]
- Production : Stéphane Moatti[2]
- Sociétés de production : Thalie Images et France Télévisions[1],[2],[3],[4]
- Réalisation : Léa Fazer[2],[3],[4]
- Scénario : Milan Mauger et Florent Meyer, avec l'aide de Mathilde Henzelin[5],[2],[4]
- Musique : Polérick Rouvière[2]
- Pays de production :  France
- Langue originale : français
- Format : couleur
- Nombre de saisons : 1
- Nombre d'épisodes : 6
- Durée : 52 minutes
- Dates de première diffusion :